# EDSAC

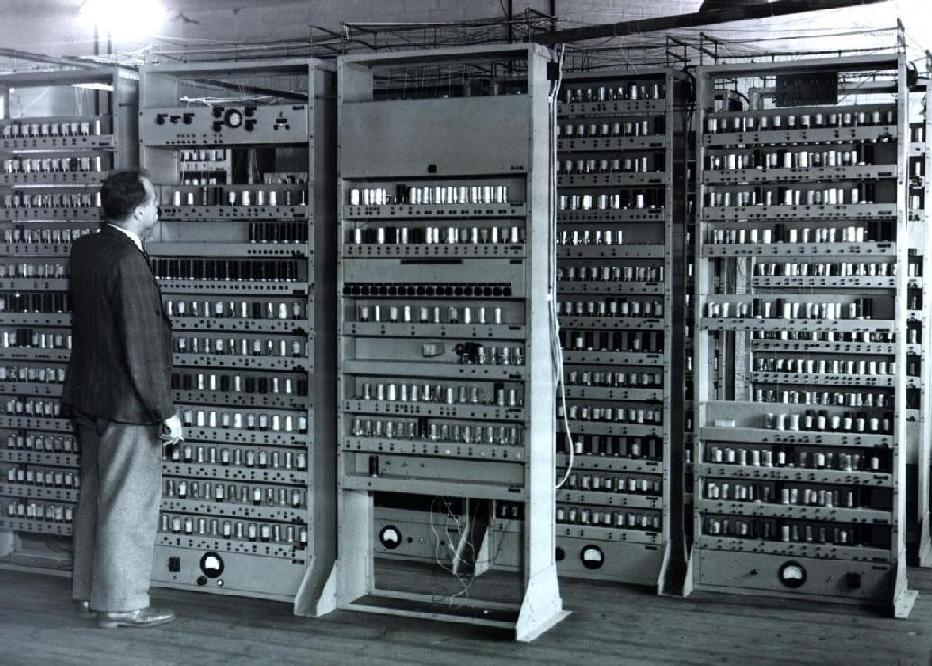

EDSAC (akronim od ang. Electronic Delay Storage Automatic Calculator) – komputer oparty na architekturze von Neumanna, skonstruowany przez zespół Maurice'a Wilkesa z University of Cambridge Mathematical Laboratory, na którym pierwszy program uruchomiono 6 maja 1949 r.
Pierwszym komputerem wykonującym zapisany program był Small-Scale Experimental Machine, ale EDSAC był pierwszą maszyną wykorzystywaną w praktyce – wykonywano na nim badania uniwersyteckie. Wykorzystywano w nim pamięć na rtęciowych liniach opóźniających (pamięć dynamiczną) i lampy próżniowe dla układów logicznych. W 1953 r. David Wheeler zaprojektował rejestr indeksowy, jako rozszerzenie oryginalnej konstrukcji EDSAC.
Projekt był wspierany przez brytyjską firmę J. Lyons & Co. Ltd., która otrzymała później wyróżnienie za pierwszy wykorzystywany komercyjnie komputer LEO I oparty na projekcie EDSAC. Na organizacji EDSAC wzorował się również Romuald Marczyński budując komputer EMAL.
W 2011 National Museum of Computing rozpoczęło prace nad zbudowaniem działającej repliki komputera EDSAC. W stulecie urodzin zmarłego sir Maurice'a Wilkesa, w 2013, muzeum zaprezentowało dla gości kilka działających podstawowych elementów komputera. Na początku 2014 rozpoczęto instalację wystawy rekonstruowanego EDSACa, która została oficjalnie otwarta w listopadzie tego samego roku. 
Pod koniec 2018 niektóre z podsystemów komputera działały nieprzerwanie przez okres miliona cykli (20 minut). Najważniejsze z nich to:
- główna jednostka sterująca (main control unit, pobranie i wykonanie instrukcji)
- dostęp do pamięci (memory access, układ koincydencyjny [coincidence unit] i recyrkulacja linii opóźniającej [delay line recirculation])
- układy dekodowania i kodowania rozkazów (order decoding and recoding circuits)
- jednostka arytmetyczno-logiczna (arithmetic and logic unit)
- generowanie impulsów zegara i liczby (clock and digit pulse generation).

## Dane techniczne
- szybkość: 650 operacji na sekundę
- zegar: 500 kHz
- pamięć:
  - operacyjna pamięć rtęciowa: 1024 słowa długości 17 bitów (32 rury)
  - taśmowa: dodana w 1952 r.
- urządzenia zewnętrzne:
  - dalekopis
  - czytnik i perforator taśmy
- technologia:
  - 3000 lamp elektronowych
  - 12 stojaków
- zasilanie: 12 kW.